# Ducado de Lucca

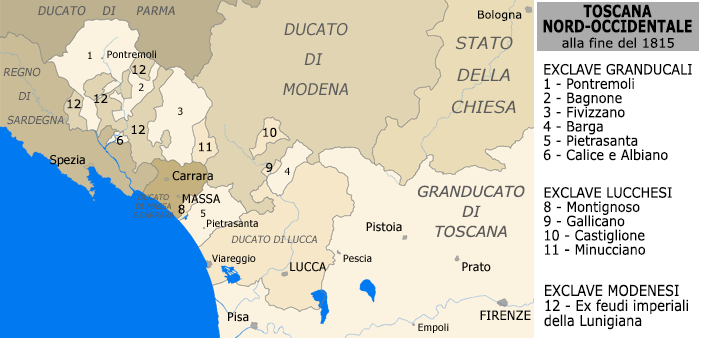
El noroeste de Toscana y el ducado de Lucca (con sus exclaves) a finales de 1815

El Ducado de Lucca fue un estado situado en el centro de la península italiana que ocupaba una pequeña parte de lo que hoy es la región de Toscana.

## Institución
El ducado de Lucca se crea en 1815 , de conformidad con los artículos 101 y 102 del acta final del Congreso de Viena, como sucesor del principado de Luca y Piombino, estado satélite del Imperio francés, en los territorios que habían pertenecido a la antigua República de Lucca. El ducado se había creado para compensar al menos parcialmente a la Casa de Borbón-Parma que había perdido su antiguo ducado de Parma y Plasencia en favor de la ex emperatriz de los franceses, María Luisa de Austria, a quien se le debía garantizar una posición soberana adecuada a su rango.
Los artículos preveían que la infanta de España María Luisa de Borbón, ex reina consorte y regente de Etruria, nuera viuda del último duque de Parma, Ferdinando I y, por tanto, matriarca de la Casa de Borbón-Parma, gozaría en plena soberanía del nuevo ducado, así como sus descendientes directos en línea masculina. El emperador de Austria y el gran duque de Toscana se obligaban al pago de una renta de quinientos mil francos hasta que María Luisa o sus descendientes encontrasen otro establecimiento en Italia. La renta se constiuía en prenda sobre unos señoríos en Bohemia conocidos bajo el nombre de bávaro-palatinos.
El ducado revertiría al gran ducado de Toscana en dos casos:
1. En caso de extinción de la línea de descendientes directos masculinos de María Luisa de Borbón.
2. En caso de encontrar María Luisa o sus descendientes masculinos otro establecimiento en Italia o suceder a una rama primogénita en la soberanía de otro estado.[1]

## Historia
Tras el colapso del Imperio francés, el ejército austríaco ocupó los territorios del principado de Luca y Piombino. El primero de los gobernadores austríacos fue el general Starhemberg, siendo sustituido en marzo de 1815 por el coronel Joseph von Werklein. Este militar ejercería como gobernador civil y militar del ducado.
Las decisiones del Congreso de Viena fueron dura y firmemente rechazadas por la infanta María Luisa, que también indujo a su hermano, el rey de España Fernando VII, a no firmar ni el Acta Final ni el posterior Tratado de París de 1815. La antigua reina de Etruria se refugió en su residencia romana y se negó rotundamente a tomar posesión del nuevo ducado que le había sido asignado.
Dos años más tarde las grandes potencias encontraron un acomodo: Fernando VII volvió al concierto de los estados europeos firmando finalmente las actas anteriores, y, al mismo tiempo, un nuevo tratado colateral al Acta Final, firmado el 10 de junio de 1817, reconoció a María Luisa de Borbón, su hijo Carlos Luis y sus descendientes varones directos el derecho de reversión al Ducado de Parma tras la muerte de la ex emperatriz. Esta vez la infanta aceptó los términos del tratado y, el 22 de noviembre de 1817, Eusebio Bardají, comisario regio nombrado por ella, tomaba posesión en su nombre del ducado de manos de Werklein, gobernador civil y militar nombrado por el emperador de Austria. El 7 de diciembre del mismo año la nueva duquesa realizó su entrada solemne en sus estados. En el año 1820 tras el restablecimiento en España de la Constitución de 1812, personas cercanas a la duquesa intentaron forzar a la soberana al otorgamiento de una constitución.
María Luisa de Borbón murió en 1824 siendo sucedido por su hijo que reinó con el nombre de Carlos Luis (Carlo Lodovico, en italiano).
Estos decidieron emprender una política basada en la mejora de las vías de comunicación y con la bonificación de varios territorios. Trató, además, de promocionar la localidad de Bagni di Lucca no solo como centro termal, sino también como lugar de encuentro de la aristocracia y de la alta burguesía de toda Europa. Fue precisamente en esa época cuando se fundó el Casino de Bagni di Lucca, uno de los primeros casinos europeos.
A causa de los enormes recursos financieros que hubo que dedicar para todas esas actuaciones, surgieron muchos problemas para el duque. En octubre de 1847, al no sentirse en condiciones de afrontar los disturbios que fueron el preludio de las revoluciones de 1848, Carlos Luis concluyó un tratado con el gran duque de Toscana, Leopoldo II, por el que renunciaba anticipadamente al ducado, antes de convertirse en duque de Parma; lo que sin embargo ocurrió dentro de dos meses debido a la muerte repentina de María Luisa de Austria. De acuerdo con las cláusulas del Tratado de Florencia de 1844, entre otros ajustes territoriales, los enclaves que poseía Lucca en el norte de Toscana (Gallicano, Castiglione, Minucciano y Montignoso) fueron cedidos al ducado de Módena.
Al tomar posesión de su nuevo estado, el 11 de octubre de 1847 Leopoldo II promulgó una ley inopinada que abolía allí la pena de muerte, convirtiendo así al ex ducado de Lucca en el único territorio europeo en el que esta medida estaba entonces legalmente en vigor. Sin embargo, esta situación no duró mucho ya que, con sentencia de febrero de 1848, el Tribunal de Casación de Florencia se apresuró a ampliar la eficacia de la medida a todo el territorio granducal. Tres años antes, en 1845, Carlos Luis había negado el perdón a cinco ladrones condenados a muerte, mandándolos ejecutar a todos a la vez en el césped frente a la puerta de Lucca llamada Porta San Donato. Es posible que Leopoldo II simplemente quisiera resaltar la diferencia entre el nuevo gobierno gran ducal, caracterizado por la tradicional aversión a la pena de muerte, y el de los Borbones.